# Bouchra Chaâbi
Bouchra Chaâbi (arabisch بشرى الشعبي, DMG Bušrā aš-Šaʿbī, * 22. September 1980 in Bougargouh) ist eine ehemalige marokkanische Leichtathletin, die im Mittel- und Langstreckenlauf sowie im Hindernislauf startete.

## Sportliche Laufbahn
Erste Erfahrungen bei internationalen Meisterschaften sammelte Bouchra Chaâbi bei den Crosslauf-Weltmeisterschaften 2000 in Vilamoura, bei denen sie nach 13:47 min den 47. Platz im Kurzrennen belegte. Im Juli gewann sie bei den Afrikameisterschaften in Algier in 34:08,79 min die Bronzemedaille im 10.000-Meter-Lauf hinter der Algerierin Souad Aït Salem und Genet Teka aus Äthiopien. Daraufhin nahm sie über diese Distanz an den Olympischen Spielen in Sydney teil und verpasste dort mit 34:49,35 min den Finaleinzug. Bei den Crosslauf-Weltmeisterschaften 2002 in Dublin wurde sie in 14:06 min Zwölfte im Kurzrennen und anschließend belegte sie bei den Afrikameisterschaften in Radès in 16:28,02 min den sechsten Platz im 5000-Meter-Lauf. Bei den Crosslauf-Weltmeisterschaften 2003 in Lausanne erreichte sie nach 13:19 min Rang 17 im Kurzrennen und im Herbst wurde sie bei den Halbmarathon-Weltmeisterschaften in Vilamoura nach 1:17:45 h 49. Bei den Crosslauf-Weltmeisterschaften 2004 in Brüssel erreichte sie nach 13:40 h Rang 16 im Kurzrennen und im Juli siegte sie bei den Afrikameisterschaften in Brazzaville in 9:53,46 min über die erstmals ausgetragenen 3000 m Hindernis und belegte in 4:26,35 min den fünften Platz im 1500-Meter-Lauf. Anschließend gewann sie bei den Panarabischen Spielen in Algier in 16:21,17 min die Bronzemedaille über 5000 m hinter der Algerierin Souad Aït Salem und Safa Aissaoui aus Tunesien. Im Jahr darauf wurde sie bei den Crosslauf-Weltmeisterschaften in Saint-Étienne in 13:57 min 16. im Kurzrennen und bei den Weltmeisterschaften in Helsinki gelangte sie nach 9:47,62 min im Finale auf Rang zehn, ehe sie bei den Spielen der Frankophonie in Niamey in 16:21,54 min die Silbermedaille im 5000-Meter-Lauf hinter ihrer Landsfrau Zhor el-Kamch gewann.
Bei den Crosslauf-Weltmeisterschaften 2006 in Fukuoka gelangte sie nach 13:23 min auf Rang 20 und gewann dann bei den Afrikameisterschaften in Bambous in 10:11,52 min die Bronzemedaille über 3000 m Hindernis hinter der Kenianerin Jeruto Kiptum Kiptubi und Habiba Ghribi aus Tunesien. Im Jahr darauf konnte sie ihr Rennen bei den Crosslauf-Weltmeisterschaften in Mombasa nicht beenden und gewann anschließend bei den Arabischen Meisterschaften in Amman in 10:06,54 min die Silbermedaille im Hindernislauf hinter ihrer Landsfrau Hanane Ouhaddou. Daraufhin schied sie bei den Weltmeisterschaften in Osaka mit 4:11,51 min im Vorlauf über 1500 m. Daraufhin wurde sie bei den Panarabischen Spielen in Kairo in 4:26,41 min Vierte über 1500 m, sowie in 19:15,90 min auch im 5000-Meter-Lauf. 2008 startete sie über 1500 m bei den Olympischen Spielen in Peking, kam dort aber mit 4:19,89 min nicht über die erste Runde hinaus. Bei den Crosslauf-Weltmeisterschaften 2009 in Amman gelangte sie nach 28:19 min auf Rang 27 im Kurzrennen und im Oktober siegte sie in 16:23,05 min über 5000 m bei den Spielen der Frankophonie in Beirut und gewann dort in 35:32,87 min auch die Silbermedaille über 10.000 m hinter der Ruanderin Claudette Mukasakindi. Anschließend sicherte sie sich bei den Arabischen Meisterschaften in Damaskus in 16:30,33 min die Bronzemedaille über 5000 m hinter den Bahrainerinnen Tejitu Daba und Shitaye Eshete. Bei den Crosslauf-Weltmeisterschaften 2010 in Bydgoszcz klassierte sie sich mit 26:48 min auf dem 39. Platz und ein Jahr später wurde sie bei den Crosslauf-Weltmeisterschaften in Punta Umbría in 28:28 min 48. und beendete daraufhin ihre aktive sportliche Karriere im Alter von 30 Jahren.

## Persönliche Bestleistungen
- 1500 Meter: 4:03,62 min, 25. Juli 2007 in Monaco
  - 1500 Meter (Halle): 4:17,87 min, 9. Februar 2008 in Valencia
- 3000 Meter: 8:48,00 min, 20. Juni 2006 in Huelva
- 5000 Meter: 15:21,32 min, 28. Juni 2004 in Prag
- 10.000 Meter: 32:17,7 min, 11. Juni 2000 in Rabat
- Halbmarathon: 1:17:45 h, 4. Oktober 2003 in Vilamoura
- 3000 m Hindernis: 9:30,35 min, 4. Juli 2004 in Iraklio